# Charlie Robertson
Charles Culbertson Robertson (31 de janeiro de 1896 – 23 de agosto de 1984) foi um jogador profissional de beisebol, que atuou como arremessador na Major League Baseball.
Robertson nasceu em Dexter, Texas, cresceu em Nocona, Texas e se formou na Nocona High School em 1915. Charles frequentou o Austin College de 1917 até 1919. Começou sua carreira no  Chicago White Sox em 1919 aos 23 anos de idade. Robertson foi um jogador mediano na maior parte de sua carreira, conseguindo 49 vitórias e 80 derrotas. Seu principal arremesso era a bola de curva lenta que sempre era seu primeira arremesso ao rebatedor, seguido por uma bola rápida acima da zona.

## Jogo perfeito
Em 30 de abril de 1922, em seu quarto jogo como titular, Robertson arremessou o quinto jogo perfeito na história do esporte contra o Detroit Tigers no Navin Field (posteriormente conhecido como Tiger Stadium) em Detroit. Se tornou o primeiro arremessador a conseguir a façanha em uma partida fora de casa. A equipe do Detroit contava com futuros membros do Hall of Famers tais como  Ty Cobb e Harry Heilmann, que se queixaram que Charlie passou o jogo alterando a bola (usando algum produto ou algo parecido). Um salto espetacular de Johnny Mostil em rebatida de Bobby Veach para o campo esquerdo na segunda entrada ajudou na conquista do feito. Os Tigers submeteram diversas bolas que foram usadas durante a partida para o presidente da American League, Ban Johnson, para que se buscasse alguma irregularidade, mas Johnson não levou o caso à frente. Nenhum outro arremessador repetiria o feito de Robertson nos próximos 34 anos, até Don Larsen na World Series de 1956; o próximo jogo perfeito em temporada regular só aconteceria em 1964 com Jim Bunning.
Após a vitória, sofreu com problemas nos braços pelo resto de sua carreira. Arremessou uma temporada pelo St. Louis Browns e duas pelo Boston Braves e se aposentou em 1928. Morreu em Fort Worth, Texas aos 88 anos de idade.